# Holger Hiller
Holger Hiller (* 26. Dezember 1956 in Hamburg) ist ein deutscher Musiker.

## Leben
Holger Hiller studierte an der Kunsthochschule Hamburg, wo er Walter Thielsch und Thomas Fehlmann kennenlernte und mit ihnen erste Stücke aufnahm. Mit Fehlmann gründete er 1980 die Gruppe Palais Schaumburg, in der er Sänger war. Daneben erschienen seine Soloarbeiten: als einer der ersten Musiker in Deutschland arbeitete Hiller konsequent mit dem Sampler als einzigem oder hauptsächlichen Instrument. Ab 1984 lebte und arbeitete er in London, unter anderem als Produzent für Mute Records. Mit der Videokünstlerin Akiko Hada nahm er 1988 „Ohi Ho Bang Bang“ auf, ein Video, in dem er und Karl Bonnie diverse Geräusche erzeugten, die erst durch den Schnitt das Musikstück ergeben. Diese Übertragung der Sample-Technik der Musik auf die Videotechnik wurde zehn Jahre später durch Coldcut („Timber“) wieder aufgegriffen.
Seit 2003 wohnt Holger Hiller in Berlin und unterrichtet dort Deutsch als Fremdsprache.

## Diskografie

### Palais Schaumburg
- Rote Lichter/Macht mich glücklich wie nie, Single (ZickZack, ZZ 23), 1980
- Telephon/Kinder der Tod, Single (ZickZack, ZZ 33), 1981
- Palais Schaumburg, Album (Phonogram), 1981

### Eigene Veröffentlichungen und andere Projekte
- Holger Hiller, Solo-EP (Ata Tak), 1980
- Konzentration der Kräfte, Single mit vier Stücken, mit Walter Thielsch, 1980
- Sentimental/Herzmuskel, Single unter dem Namen „Träneninvasion“, mit Michael Kemner (Weltrekord), 1980
- Das ist Schönheit, Sampler, Doppel-LP, aufgenommen an der Kunsthochschule Hamburg, Stücke von Holger Hiller und Thomas Fehlmann, 1980
- Wir bauen eine Stadt, Musikkassette, Interpretation des Kindermusikspiels von Paul Hindemith, mit Thomas Fehlmann (Ata Tak), 1981
- Fähnlein Fieselschweif, 7" Single, Mix und Produktion, 1981
- Hát Või Quê Húóng, 12", mit Walter Thielsch (ZickZack, ZZ 125), 1982
- Ein Bündel Fäulnis in der Grube, Album (Ata Tak), 1983
- Keine schlafenden Hunde wecken!, Hörspiel, mit Catherine Lienert, Norddeutscher Rundfunk, 27. August 1983
- Guten Morgen Hose (Kurzoper), EP mit Andreas Dorau (Ata Tak), 1985
- Oben Im Eck, Album (Mute Records, London), 1986
- Ohi Ho Bang Bang (mit Karl Bonnie), 12" (Mute Records) und Video (Kamera Akiko Hada), London, 1988
- As Is, Album (Mute Records, London), 1992
- Little Present, Hörspiel, Bayerischer Rundfunk, 11. Juni 1993
- Demixed, Album (Mute Records, London), 1993
- The Fall of a Queen or The Taste of the Fruit to come, Video, London (Musik Holger Hiller, Regie u. Text Wolfgang Müller, Kamera Akiko Hada), TV Prod. Channel 4, 1994
- Unerhört, Konzept: Wolfgang Müller, Hörspiel, Bayerischer Rundfunk (mit den Stimmen Gehörloser), 23. September 1994
- holger hiller, Album (Mute Records, London), 2000
- Azúcar Letal, Album mit lateinamerikanischem Gesang von drei kubanischen Sängerinnen zu elektronischer Begleitmusik, Sub Up (Indigo), 2000